# Ann Wager
Ann Wager (1716 - 20 de agosto de 1774) foi professora e directora escolar em Williamsburg, Virgínia.
Ela casou-se com William Wager, contudo ficou viúva em 1748. Wager foi contratada em 1760 para ensinar na Williamsburg Bray School. Antes disso, havia sido tutora de crianças brancas em Williamsburg e dos filhos de Carter Burwell na Carter's Grove Plantation. Numa carta de 1765 aos financiadores britânicos da escola, Robert Carter Nicholas escreveu que "a Senhora [Sra. Anne Wager] é bastante avançada em anos e temo que os trabalhos escolares em breve sejam demais para ela." No entanto, Wager continuou a ensinar na Bray School até à sua morte em 1774.